# Giovanni Tornabuoni
Giovanni Tornabuoni (république de Florence, 22 décembre 1428 - 17 avril 1497) est un marchand, banquier et mécène italien de Florence.

## Origines et parenté
Le père de Giovanni, Francesco Tornabuoni, est un entrepreneur prospère ; il est en 1427, le sixième contribuable de Florence. Sa fortune imposable est considérable : 46 320 florins,. Il a trois femmes et huit enfants avec sa seconde épouse, Nanna di Niccolò Guicciardini, dont les deux plus jeunes, Lucrezia et Giovanni, devaient influer sur le destin de la ville de Florence. Lucrezia Tornabuoni (1425-1482) est l'auteur de cantiques et écrivit un grand nombre de lettres familiales ; elle épouse Pierre de Médicis en 1444 et est la mère de Laurent de Médicis, dirigeant de facto de Florence dans son âge d'or de la Renaissance, en 1449. Giovanni Tornabuoni est donc l'oncle de Laurent de Médicis. Giovanni Tornabuoni a de fait des liens étroits avec la maison de Médicis.
Giovanni Tornabuoni a acquis prestige et richesse en tant que banquier des Médicis, commanditaire et mécène de nombreux projets artistiques. Ce n'est pas seulement sa réussite professionnelle et économique qui a assuré à la famille Tornabuoni une position sociale parmi les premières familles de la république de Florence : sa pratique du clientélisme peut avant tout être considérée comme l'expression des grandes ambitions des Tornabuoni de participer au cercle restreint des décideurs politiques. Giovanni est le premier Tornabuoni à être connu en tant que donateur. Sa première priorité est le désir d’établir et de légitimer sa prétention au leadership.

## Biographie

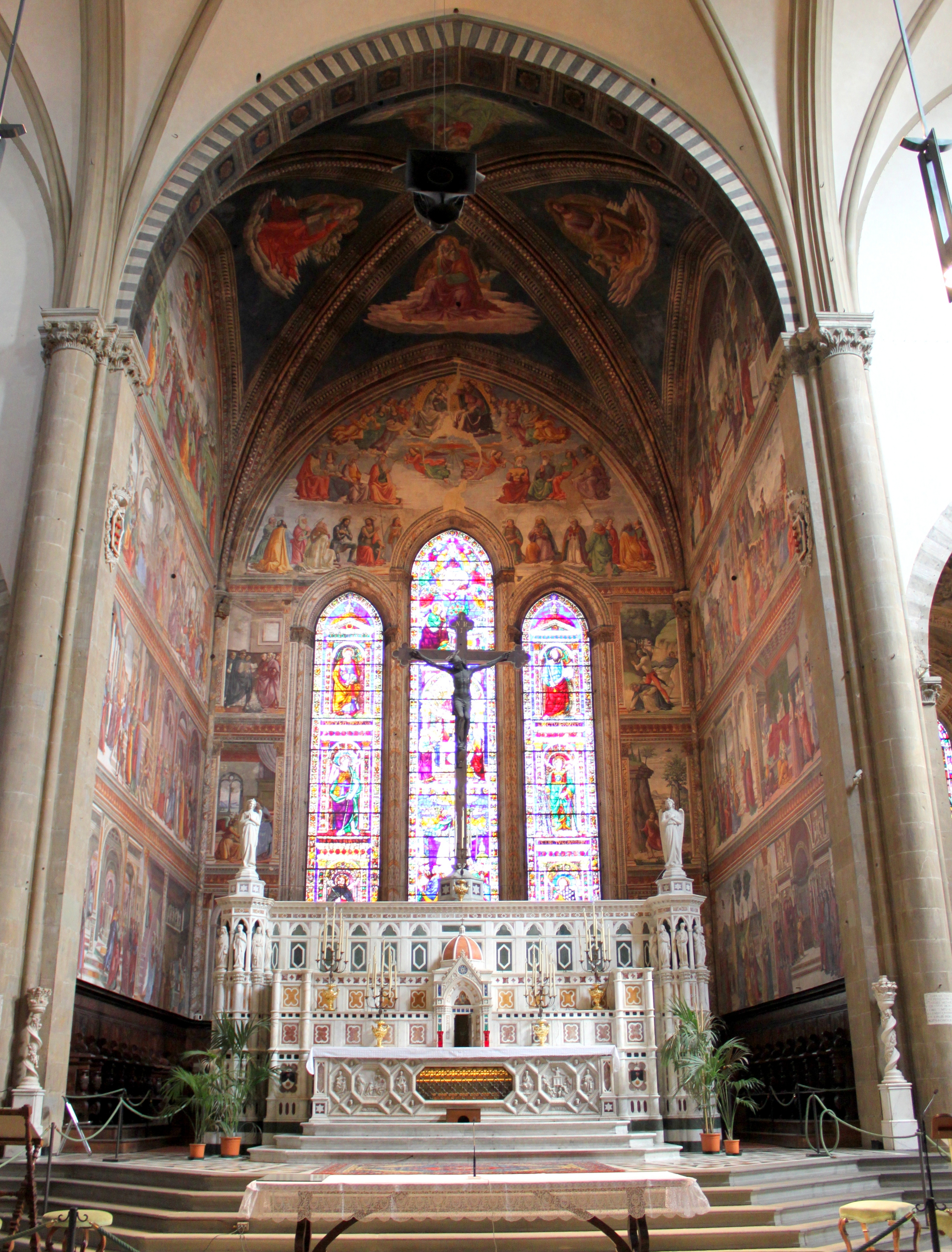
Domenico Ghirlandaio et atelier, chapelle Tornabuoni, 1486-1490, cycle de fresques, Santa Maria Novella, Florence.

Né à Florence en 1428, Giovanni Tornabuoni entre au service de la banque des Médicis à l'âge de quinze ans. En 1443, il est nommé directeur de la succursale de Rome, Leonardo Vernacci étant son prédécesseur, comme trésorier du pape Sixte IV. Ses efforts à Rome conduisent à une coopération toujours plus étroite entre la banque des Médicis et la curie romaine. Les banquiers Médicis exerçent la fonction de dépositaire central, qui implique l'administration de certains revenus du pape. Giovanni lui-même occupe cette fonction de 1464 à 1465 sous Paul II et de 1471 à 1474 sous Sixte IV. Cette collaboration aboutit à son entrée dans le commerce de l'alun, un ingrédient important dans la teinture des tissus. Il est également ambassadeur de Florence auprès de la cour papale en 1480 et 1484.
Après avoir confié la direction de la succursale romaine à son neveu Nofri di Niccolò di Francesco Tornabuoni, il retourne à Florence, où il a une prééminence politique. Il est élu membre le plus élevé de la Signoria, gonfalonnier de justice, en novembre et décembre 1482. A ce titre, il est chef de l’État de la république et commandant en chef des forces armées. De plus, en 1484, il accède au conseil d'administration composé de quatre membres du siège des Médicis à Florence (appelé tavola).
Sa position dans l'arène politique et sociale est consolidée par ses diverses appartenances à des réseaux tels que les guildes, les corporations et les confréries : à Rome, il s'est activement impliqué dans la Confraternité de l'église Santo Spirito in Sassia à partir de 1478. A Florence, il appartient aux corporations des arts et métiers de Florence. Il a une fonction de médiateur lors d'un des  mariages les plus importantes de la seconde moitié du Quattrocento florentin, autre indication de l'importance de son rôle dans la structure sociale de Florence : les négociations pour le mariage de Laurent de Médicis avec Clarisse Orsini de la respectée famille Orsini sont entamées sous sa direction. En tant que témoin, il assiste à la signature de l'avant-contrat de mariage en 1468.
Avec la mort de Laurent le 8 avril 1492, la succession passe à son fils Pierre II de Médicis, âgé de 20 ans (1472-1521). Pierre n'a aucun talent pour diriger une banque ; il dépend de son secrétaire et de son grand-oncle Giovanni Tornabuoni pour toute la gestion. Les deux hommes gèrent mal la banque et contrecarrent les efforts du nouveau ministre, Giovambattista Bracci.
En 1494, Tornabuoni succède à Francesco Sassetti à la direction de la banque des Médicis.
Giovanni Tornabuoni rédige son testament le 26 mars 1490 dans son palais en présence d'un notaire,. Il décède le 17 avril 1497 à l'âge de 67 ans, l'un des citoyens les plus riches et les plus prospères du Quattrocento florentin. Dans son dernier testament, il a exprimé le souhait d'être enterré dans la chapelle principale du chœur de la basilique Santa Maria Novella « ante autel maius et super pavimento » (« devant l'autel principal et au-dessus du sol »). Ce souhait a été exaucé, mais la tombe n'a pas été conservée.

## Mécénat
Giovanni Tornabuoni s'est fait connaître notamment grâce à son mécénat d'œuvres d'art. Il a commandé l'aménagement de trois chapelles avec des fresques murales, des retables, des décorations narratives, du mobilier et des équipements liturgiques. Il a aussi financé l'organisation de messes. Il fit également construire un palais de ville et deux villas à la campagne, décorés d'œuvres d'art.
Vers 1475, Giovanni Tornabuoni commande un portrait de sa sœur à Domenico Ghirlandaio, qui se trouve aujourd'hui à la National Gallery of Art de Washington (district de Columbia) .

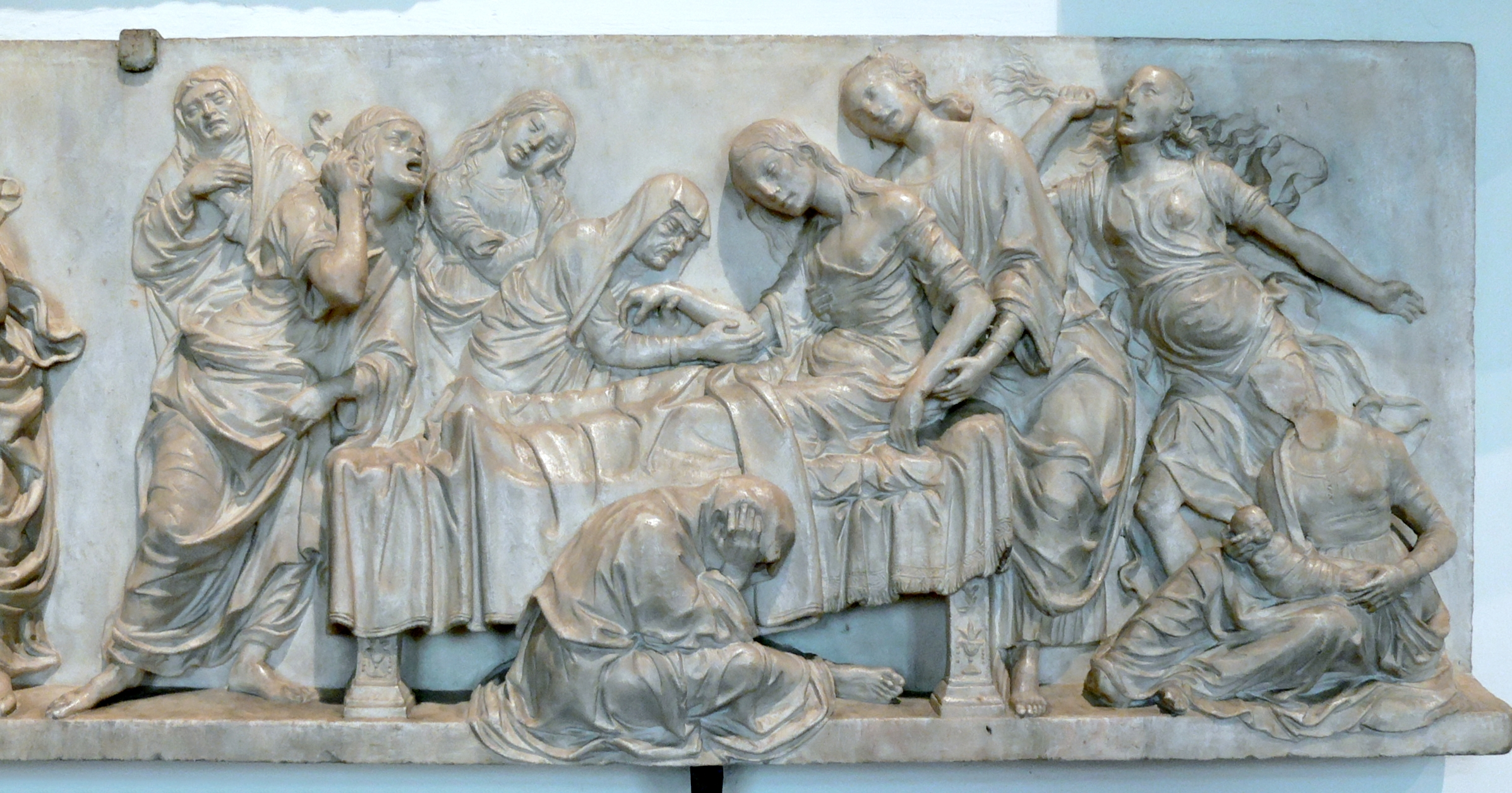
Andrea del Verrocchio, Mort de Francesca Tornabuoni, vers 1478, marbre, musée du Bargello, Florence.

Son mécénat commence en 1478 avec une commande confiée à Domenico Ghirlandaio pour concevoir une chapelle familiale dans la basilique de la Minerve à Rome, à la suite de la mort de son épouse Francesca Pitti en couches le 23 septembre 1477. La décoration de la chapelle, aujourd'hui détruite, comprend un cycle de fresques représentant des scènes de la vie de Marie et de Jean le Baptiste. En plus des fresques de Ghirlandaio, la  chapelle commémorative de Francesca Pitti comprenait un monument funéraire d'Andrea del Verrocchio avec quatre représentations de vertus, conservées aujourd’hui au musée Jacquemart-André à Paris, et un relief en marbre comme base, aujourd'hui au musée national du Bargello à Florence. En outre, il charge Mino da Fiesole de créer le tombeau de Giovanfrancesco Tornabuoni dans l'église.

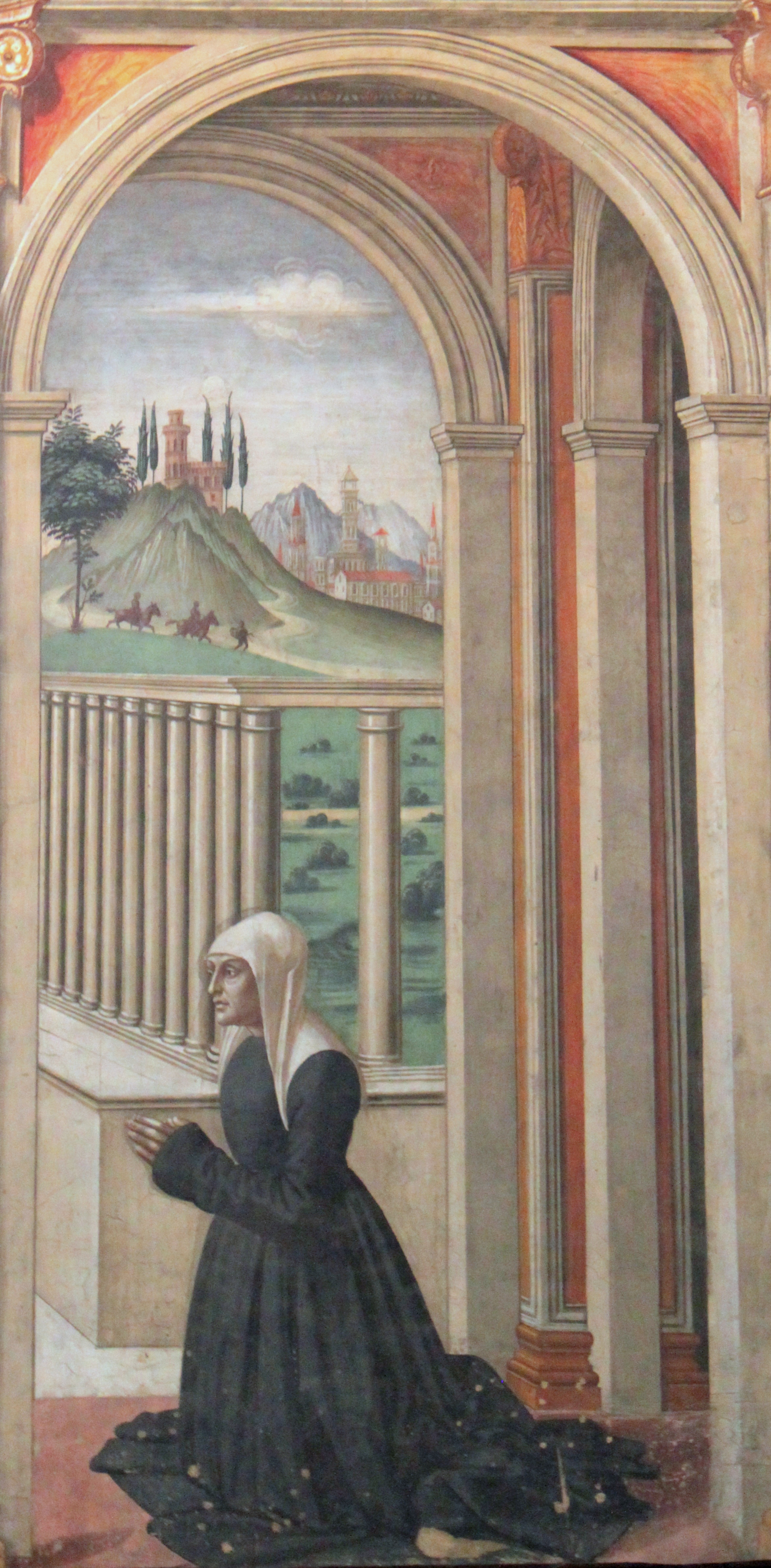
Domenico Ghirlandaio et atelier, Portrait de Francesca Pitti, 1486-1490, chapelle Tornabuoni, fresque, Santa Maria Novella, Florence.

En 1485, il signe un contrat avec le peintre Domenico Ghirlandaio pour un grand cycle de fresques dans ce qui deviendra la chapelle Tornabuoni de la basilique Santa Maria Novella à Florence. La décoration intérieure de la chapelle Tornabuoni de Ghirlandaio est l'un des cycles de fresques les mieux conservés du Quattrocento à Florence. En représentant des éléments architecturaux et des intérieurs contemporains et, surtout, les personnages contemporains qui peuplent les scènes bibliques, Ghirlandaio transporte les légendes sacrées au début de la Florence moderne. Les membres de la famille et les alliés politiques des Tornabuoni sont représentés dans plusieurs scènes en nombre important. Giovanni et son épouse, Francesca Pitti, sont représentés de façon conventionnelle comme donateurs, agenouillés, sur le mur du chœur. Le dévoilement des fresques a lieu le 22 décembre 1490 pour le 62ème anniversaire du donateur. La date peut être lue sur la dernière fresque de l'Annonciation à Zacharie.
Giovanni a déjà été représenté par Ghirlandaio dans la chapelle Sixtine dans La Vocation des premiers apôtres Pierre et André.
Giovanni et Laurent assistent probablement au mariage en 1486 du fils de Giovanni, Laurent, avec Giovanna de la famille Albizzi ; on pense donc qu'ils sont tous deux représenté dans Un jeune homme présenté par Vénus aux sept Arts libérauxde Sandro Botticelli.

## Propriétés
Dans les années 1490, les possessions de Giovanni Tornabuoni comprennent plus de cinquante propriétés, un grand palais au centre de Florence et deux villas à la campagne. L'une des maisons de campagne est la Villa Macerelli à Careggi (aujourd'hui Villa Lemmi), l'autre appelée Le Bracche, est située près de Castello.
La construction du palais (aujourd'hui Palazzo Corsi) dans l'actuelle Via Tornabuoni, dans le quartier de Santa Maria Novella, est achevée en 1469. Des mesures de rénovation drastiques dans les années 1880 ont considérablement modifié l'état d'origine. Un inventaire survivant de 1498 témoigne que l'intérieur du palais Tornabuoni était particulièrement magnifique par rapport aux autres palais du Quattrocento.

## Dans la culture populaire
Giovanni Tornabuoni est mentionné dans le jeu vidéo Assassin's Creed II en tant que tuteur du protagoniste Ezio Auditore.